# Karl Gorczkowski von Gorczkow

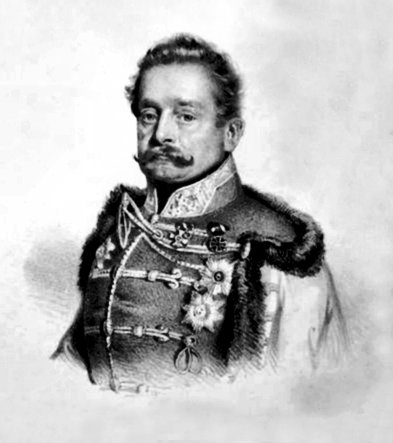
Portret van Karl Gorczkowski von Gorczkow.

Karl Ritter Gorczkowski von Gorczkow (1778 - Venetië, 1858) was een Oostenrijks militair. Hij bracht het tot generaal der Cavalerie. 
De jonge aristocraat trad in 1792 als cadet in Oostenrijkse dienst. Hij maakte tussen 1793 en 1809 alle veldtochten tegen het revolutionaire Frankrijk mee. In 1809 was hij luitenant-kolonel van het Regiment Merveldt-Ulanen bij de brigade van veldmaarschalk Radetzky. Gorczkowski von Gorczkow verwierf met zijn kundig geleide achterhoedegevechten veel roem. Aan het einde van de door Oostenrijk verloren campagne van 1812 was Gorczkowski von Gorczkow kolonel. In 1813 was hij in Italië gelegerd. Toe in 1848 in Italië een opstand uitbrak was generaal der Cavalerie commandant van de vesting Mantua. Hij wist alle aanvallen af te slaan en werd met het kruis van de Militaire Maria Theresia-Orde beloond. In 1849 ondersteunden zijn troepen die van Graaf Wimpfen die het pauselijk gezag herstelden. Gorczkowski von Gorczkow bestuurde een tijdlang Bologna als militair- en civiel-gouverneur. Hij bekleedde later dezelfde functie in Venetië, waar hij 80-jarig overleed.
Karl (ook wel Carl) Gorczkowski von Gorczkow was grootkruis in de Militaire Orde van Sint-Hendrik. Verdere onderscheidingen die hij ontving zijn:
- Ridder in de Militaire Orde van Maria Theresia, 1848
- Ie Klasse in de Orde van de IJzeren Kroon 1. Klasse, 1849
- Grootkruis in de Leopoldsorde (Oostenrijk)
- Drager van het Kruis voor Militaire Verdienste (Oostenrijk-Hongarije)
- Ie Klasse in de Orde van Sint-Anna (Rusland) I. Klasse mit der Krone, 1835
- Drager van de Orde van de Witte Adelaar (Polen), 1838
- Grootkruis in de Orde van Verdienste (Saksen), 1841
- Grootkruis in de Orde van de Heilige Joris in Karinthië, uitgereikt door Pius IX, 1849